# 瑪格麗特行動

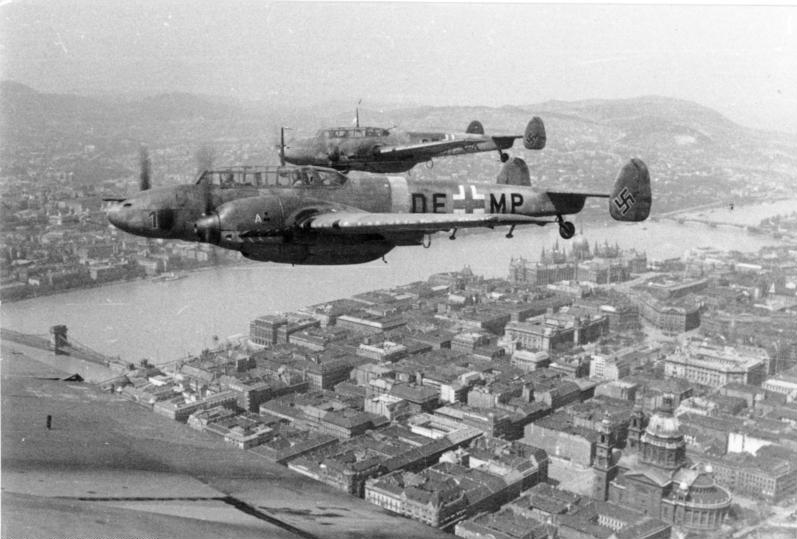
德國的Bf 110戰鬥機飛臨布達佩斯上空

玛格丽特行动（英語：Unternehmen Margarethe）是二战期间纳粹德国军队在阿道夫·希特勒的命令下占领匈牙利、以防止匈牙利倒向同盟國的軍事行動。
匈牙利总理米克洛什·卡拉伊从1942年开始上任，他的上位得到匈牙利摄政王米克洛什·霍尔蒂的同意，卡拉伊在1944年初秘密寻求与盟军谈判达成单独的和平协议。希特勒希望阻止匈牙利人倒向同盟國转而反对德国。1944年3月12日，德国军队接到希特勒的命令，夺取匈牙利的关键设施。
3月15日，希特勒邀请霍尔蒂前往萨尔茨堡附近的克莱斯海姆宫。1944年3月15日晚上，当霍尔蒂上将正在观看歌剧《佩托菲》的演出时，收到了德国部长迪特里希·冯·贾戈的紧急信息，他说霍尔蒂必须立即到德国使馆见他。霍尔蒂到达时，贾戈给了他一封希特勒的信，说元首想在3月18日在奥地利的克莱斯海姆宫见他。当两国元首在克莱斯海姆宫进行谈判时，德军悄悄地从奧斯特马克帝國大區进军匈牙利。这次会议只是德国人的一个诡计，目的是让霍尔蒂离开这个国家，并在没有命令的情况下离开匈牙利军队。
霍尔蒂和希特勒之间的谈判一直持续到3月18日，当时霍尔蒂登上了回國的火车。3月19日，德軍开始匈牙利占领。当霍尔蒂抵达布达佩斯时，德国士兵正在车站等他。贾戈告诉霍尔蒂，匈牙利只有在他除掉卡莱以建立一个与德国人充分合作的政府时才能保持主权。否则，匈牙利将受到毫不掩饰的占领。霍尔蒂任命斯托堯伊·德邁为总理，以安抚德国的担忧。
完全出乎意料的是，占领是快速而未流血的。德国最初的计划是穩定匈牙利军队，但随着苏联军队从北部和东部推进，以及英美军队入侵巴尔干半岛的可能，德国军队决定保留匈牙利军队，因此派军队保卫喀尔巴阡山脉的通道免受可能的入侵。
由于德国的占领，阿道夫·艾希曼与匈牙利当局合作，安排将550,000名匈牙利犹太人从战时的匈牙利（包括捷克斯洛伐克、罗马尼亚西部和南斯拉夫吞并的领土）运送到灭绝营。